# 乞伏什寅
乞伏什寅（？—429年），西秦宗室，陇西鲜卑人，是西秦国王乞伏归的兒子。
429年，西秦王乞伏暮末的弟弟乞伏轲殊罗与他父亲乞伏炽磐的秃发左夫人通奸的事被乞伏暮末。乞伏轲殊罗和乞伏什寅策划谋杀乞伏暮末，事情败露。乞伏暮末逮捕叔父乞伏什寅，鞭打不停，乞伏什寅说：“我欠你一命，但不欠你一顿鞭子。”乞伏暮末大怒，剖开了乞伏什寅的肚子，将他的尸体扔到河里。